# Melanocharis versteri
Melanocharis versteri е вид птица от семейство Melanocharitidae.

## Разпространение
Видът е разпространен в Индонезия и Папуа Нова Гвинея.